# Okinawské ostrovy
Okinawské ostrovy (japonsky 沖縄諸島 [Okinawa-šotó]) je souostroví, které se rozprostírá kolem ostrova Okinawa na hranici mezi Východočínským mořem a Filipínským mořem v Tichém oceánu. Patří k Japonsku a je centrem prefektury Okinawa, do které celé spadá.

## Geografie
Souostroví se skládá ze 113 ostrovů a leží uprostřed souostroví Rjúkjú, zhruba na poloviční vzdálenosti mezi Kjúšú a Tchaj-wanem. Je pozůstatkem rozsáhlého pevninského mostu, který se zhruba před 5 mil. let rozlámal a během stávajícího interglaciálu byl z větší části zatopen. Od euroasijského kontinentálního šelfu odděluje ostrovy Okinawská brázda, hluboká až 2 700 m. Na opačné, východní straně mořské dno Tichého oceánu celkem strmě spadá do Rjúkjúského příkopu. Souostroví je tvořeno převážně vápenci, ale také jílovci a prachovci, které leží na vrstvách jílu. Nejvyšší vrcholy bývají uloženy na žule; nejvyšší bod (Jonahadake, 503 m n.m.) leží na ostrově Okinawa. Vyskytují se zde s krasové jevy. Kolem ostrovů se nacházejí rozsáhlé mělčiny s korálovými útesy.
Flóra je na ostrovech subtropická. Divoká příroda byla silně narušena za druhé světové války. Souvislejší neporušené porosty se nacházejí na severní části ostrova Okinawa. Především jde o vavřínové lesy. Pokud jde o faunu, žije zde několik endemických druhů jako chřástal okinawský (Gallirallus okinawae), datel okinawský (Sapheopipo noguchii) nebo užovka Opistropis kikuzatoi (na Kumedžimě). V blízkosti sídel jsou korálové útesy poškozovány znečistěnou vodou.
Podnebí je oceánické, subtropické s mírnými zimami (průměrná měsíční teplota mezi 14 a 17 °C), kdy teplota zřídka klesá pod 9 °C. Monzuny přicházejí v červnu a ochlazují teplé léto (průměrná měsíční teplota mezi 26 a 29 °C), během něhož jsou dny s teplotou nad 35 °C vzácné. Koncem léta přicházejí tajfuny a silné větry sužují ostrovy až do konce zimy.

## Obyvatelstvo
Souostroví má 27 obydlených ostrovů, na nichž žije přes 1,2 miliónu obyvatel. Naprostá většina (téměř 99 %) z nich žije na ostrově Okinawa. Obyvatelé hovoří vesměs (900 000 mluvčích) okinawsky (沖縄語), což je jazyk podobný japonštině, která je zde druhým jazykem.

## Administrativní dělení
Všechny ostrovy patří do prefektury Okinawa. V jejím rámci je na ostrově Okinawa zřízeno devět městských okresů (市, ši) — Ginowan (宜野湾), Itoman (糸満), Nago (名護), Naha (那覇 hlavní město), Nandžó (南城), Okinawa (沖縄), Tomigusuku (豊見城), Urasoe (浦添), Uruma (うるま) a 3 okresy, pod něž spadají nejen blízké, ale i vzdálenější ostrovy:
- okres Kunigami (国頭郡), mj. s obcí Iedžima
- okres Šimadžiri (島尻郡), mj. s obcemi Aguni, Iheja, Izena, Tokašiki, Tonaki, Zamami a městem Kume
- okres Nakagami (中頭郡)

Přehled významnějších ostrovů dává následující tabulka:
| Ostrov         | japonsky | Plocha, [km²] | Nejvyšší bod [m n. m.] | Pohled                            | Zeměpisné souřadnice              | Poznámka                                                                |
| -------------- | -------- | ------------- | ---------------------- | --------------------------------- | --------------------------------- | ----------------------------------------------------------------------- |
| Iotorišima     | 硫黄鳥島 | 2.50          | 212                    |                                   | 27°52′27″ s. š., 128°13′35″ v. d. |                                                                         |
| Ihejadžima     | 伊平屋島 | 20.64         | 294                    |                                   | 27°2′23″ s. š., 127°58′7″ v. d.   | souostroví Iheja-Izena                                                  |
| Nohodžima      | 野甫島   | 1,06          | 43                     |                                   | 26°59′41″ s. š., 127°55′13″ v. d. | souostroví Iheja-Izena                                                  |
| Izenadžima     | 伊是名島 | 14.16         | 120                    |                                   | 26°55′40″ s. š., 127°56′28″ v. d. | souostroví Iheja-Izena                                                  |
| Janahadžima    | 屋那覇島 | 0.74          | 12                     |                                   | 26°53′50″ s. š., 127°55′29″ v. d. | souostroví Iheja-Izena                                                  |
| Iedžima        | 伊江島   | 22.77         | 172                    |                                   | 26°42′58″ s. š., 127°47′25″ v. d. |                                                                         |
| Kouri tó       | 古宇利島 | 3.13          | 107                    |                                   | 26°42′22″ s. š., 128°1′4″ v. d.   |                                                                         |
| Mijagišima     | 宮城島   | 0,24          | 68                     |                                   | 26°40′3″ s. š., 128°6′7″ v. d.    |                                                                         |
| Jagačidžima    | 屋我地島 | 7.77          | 55                     |                                   | 26°39′56″ s. š., 128°0′38″ v. d.  |                                                                         |
| Minnadžima     | 具志川島 | 0,47          | 27                     |                                   | 26°38′50″ s. š., 127°49′4″ v. d.  |                                                                         |
| Sesokodžima    | 瀬底島   | 2.99          | 76                     |                                   | 26°38′46″ s. š., 127°51′54″ v. d. |                                                                         |
| Ošima          | 奥武島   | 0.25          | 29                     |                                   | 26°38′21″ s. š., 128°1′58″ v. d.  |                                                                         |
| Torišima       | 鳥島     | 0.04          | 25                     |                                   | 26°35′44″ s. š., 126°49′59″ v. d. |                                                                         |
| Agunidžima     | 粟国島   | 7.64          | 96                     |                                   | 26°34′56″ s. š., 127°13′36″ v. d. |                                                                         |
| Okinawa        | 沖縄本島 | 1207,87       | 503                    |                                   | 26°12′45″ s. š., 127°40′52″ v. d. |                                                                         |
| Ikei           | 伊計島   | 1.75          | 49                     |                                   | 26°23′29″ s. š., 127°59′39″ v. d. | souostroví Jokacu                                                       |
| Tonakidžima    | 渡名喜島 | 3,84          | 165                    |                                   | 26°22′ s. š., 127°8′50″ v. d.     |                                                                         |
| Mijagišima     | 宮城島   | 5,50          | 121                    |                                   | 26°21′57″ s. š., 127°59′3″ v. d.  | souostroví Jokacu                                                       |
| Henzadžima     | 平安座島 | 5,32          | 121                    |                                   | 26°20′57″ s. š., 127°57′2″ v. d.  | souostroví Jokacu                                                       |
| Kumedžima      | 久米島   | 59,11         | 310                    |                                   | 26°20′28″ s. š., 126°48′18″ v. d. | Kumedžima je největší; uvnitř laguny leží Ošima a vpravo od ní Ohadžima |
| Ohadžima       | オーハ島 | 0,37          | 8                      | 26°20′24″ s. š., 126°50′23″ v. d. |                                   | Kumedžima je největší; uvnitř laguny leží Ošima a vpravo od ní Ohadžima |
| Ošima          | 奥武島   | 0,63          | 15                     | 26°20′19″ s. š., 126°49′41″ v. d. |                                   | Kumedžima je největší; uvnitř laguny leží Ošima a vpravo od ní Ohadžima |
| Hamahiga džima | 浜比嘉島 | 2,09          | 79                     |                                   | 26°19′15″ s. š., 127°57′29″ v. d. | souostroví Jokacu                                                       |
| Jabučidžima    | 藪地島   | 0,62          | 43                     |                                   | 26°19′10″ s. š., 127°55′24″ v. d. | souostroví Jokacu                                                       |
| Cuken          | 津堅島   | 1,88          | 39                     |                                   | 26°15′1″ s. š., 127°56′30″ v. d.  | souostroví Jokacu                                                       |
| Zamamidžima    | 座間味島 | 6,66          | 161                    |                                   | 26°13′45″ s. š., 127°18′12″ v. d. | souostroví Kerama                                                       |
| Maedžima       | 前島     | 1,60          | 133                    |                                   | 26°12′40″ s. š., 127°26′47″ v. d. | souostroví Kerama                                                       |
| Akadžima       | 阿嘉島   | 3,82          | 187                    |                                   | 26°11′59″ s. š., 127°16′51″ v. d. | souostroví Kerama                                                       |
| Tokašiki džima | 渡嘉敷島 | 15.31         | 227                    |                                   | 26°11′52″ s. š., 127°21′52″ v. d. | souostroví Kerama                                                       |
| Gerumadžima    | 慶留間島 | 1,15          | 157                    |                                   | 26°10′57″ s. š., 127°17′19″ v. d. | souostroví Kerama                                                       |
| Senagažima     | 瀬長島   | 3,13          | 212                    |                                   | 27°52′27″ s. š., 128°13′35″ v. d. |                                                                         |
| Fukadžidžima   | 外地島   | 0,83          | 76                     |                                   | 26°10′7″ s. š., 127°17′34″ v. d.  | souostroví Kerama                                                       |
| Kudaka         | 久高島   | 1,38          | 17                     |                                   | 26°9′28″ s. š., 127°53′12″ v. d.  |                                                                         |
| Ošima          | 奥武島   | 0,05          | 46                     |                                   | 26°9′12″ s. š., 127°16′16″ v. d.  |                                                                         |
| Ošima          | 奥武島   | 0,23          | 16                     |                                   | 26°7′46″ s. š., 127°46′22″ v. d.  |                                                                         |

## Hospodářství

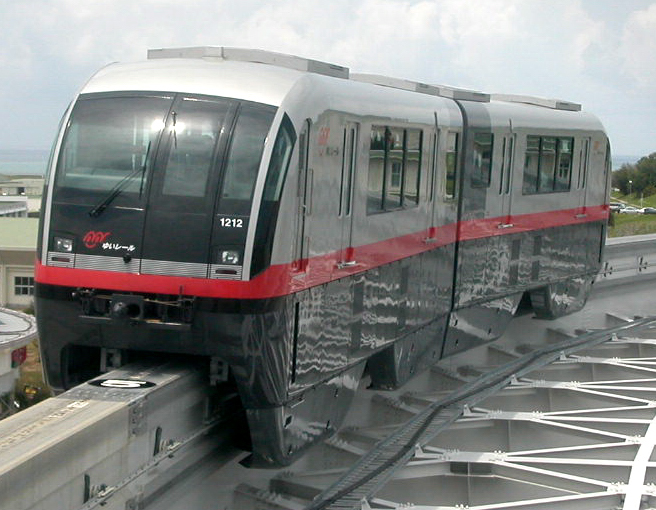
Monorail v Naze

Hlavním zdrojem obživy na ostrovech býval rybolov a zemědělství, které si podrželo svůj význam na severu ostrova Okinawy. Po druhé světové válce se staly významným ekonomickým faktorem základny ozbrojených sil USA, jejichž přítomnost se promítla do posílení sektoru služeb. Význam turistiky vzrostl až po navrácení souostroví Japonsku v 70. letech 20. století.
Nejvýznamnějším přístavem je Naha s roční překládkou téměř 10 miliónů tun. Odtud existuje spojení trajekty k většině ostrovů prefektury. Dalším významným přístavem je Unten na severu Okinawy. Mnohé malé ostrovy při pobřeží ostrova Okinawy jsou s ním propojeny mosty. Jediné letiště s pravidelným provozem je Naha (IATA:OKA, ICAO:ROAH) na Okinawě, které v r. 2006 odbavilo přes 14 mil. cestujících. Autobusová doprava je zavedena na Okinawě a zde existuje dálniční síť. Kolejová doprava je zastoupena linkou monorailu v délce 12,9 km, která zajišťuje veřejnou dopravu na letiště Naha.

## Historie
- Podrobnější informace naleznete v článku Rjúkjú

Vzhledem k dominanci ostrova Okinawa v celém souostroví probíhaly zde historické děje prakticky současně. Podle nálezů byly ostrovy osídleny již době mezi 30. a 16. tisíciletím př. n. l. Později nálezy chybějí až do 4. tisíciletí př. n. l., kdy jsou datovány nálezy keramiky z období Džómon. První písemné zmínky v japonských pramenech pocházejí ze 7. a 8. století. Později jsou zprávy četnější, protože tudy vedlo obchodní spojení mezi Japonskem a Čínou. Od 12. století na ostrovech vznikala knížectví a ta byla během 15. století sjednocena do království Rjúkjú. Království bylo koncem 19. století anektováno Japonskem. Za druhé světové války bylo souostroví obsazeno během bitvy o Okinawu Spojenými státy a zůstalo v jejich správě až do r. 1972, kdy bylo Japonsku navráceno.